# アシュレイ・ベンソン
アシュレイ・ヴィクトリア・ベンソン （Ashley Victoria Benson、1989年12月18日 - ）は、アメリカ合衆国の女優、モデル。テレビドラマシリーズ『プリティ・リトル・ライアーズ』のハンナ・マリン役で知られる。

## 略歴
アメリカ合衆国カリフォルニア州アナハイム市アナハイムヒルズで生まれ育った。幼小の頃から様々なダンスに慣れ親しみ、歌唱にも興味を持っていた。5歳になったときダンスカタログにモデルとして登場。それ以来、モデルエージェンシーのフォード・モデルに注目されたことから、数多くの出版物やコマーシャルに登場を果たした。モデルとして活動しつつ並行して演技の世界へと次第に足を踏み込み始めた。いくつかのテレビドラマシリーズにゲスト出演を重ねる。
2004年から2007年までのべ3年間あまり人気長寿昼ドラ『デイズ・オブ・アワ・ライブス』にレギュラー出演、おしどり夫婦ジャックとジェニファーの長女アビゲイルを演じたことにより一般にも注目されるようになる。その後は、テレビシリーズ『スーパーナチュラル』、『CSI:マイアミ 』などにゲスト出演。2008年、ある高校の実話に基づいたテレビ映画『ゴシップ・チアガール』にチアリーダーのブルック役で主演した。
2010年からテレビドラマシリーズ『プリティ・リトル・ライアーズ』にメインの4人組のひとりとして主演、ハンナ・マリン役は自らにおける代名詞となっている。

### モデル
2014年には、ファッションブランド H&M (エイチ・アンド・エム)の広告塔を務めていた。

## 私生活
2019年6月、モデル兼女優のカーラ・デルヴィーニュとの交際を正式に公表したが、2020年4月に破局。

## 出演作品

### 映画
| 年   | 邦題 原題                                                    | 役名                 | 備考       |
| ---- | ------------------------------------------------------------ | -------------------- | ---------- |
| 2004 | 13ラブ30 サーティン・ラブ・サーティ 13 Going on 30           | シックス・チック     |            |
| 2005 | Neighbors                                                    | ミンディ             | 短編映画   |
| 2007 | チアーズ4 Bring It On: In It to Win It                       | カーソン             | ビデオ     |
| 2008 | Bart Got a Room                                              | アリス               |            |
| 2008 | ゴシップ・チアガール Fab Five: The Texas Cheerleader Scandal | ブルック・ティピット | テレビ映画 |
| 2010 | クリスマスキューピット Christmas Cupid                       | ケイトリン・クイン   | テレビ映画 |
| 2012 | スプリング・ブレイカーズ Spring Breakers                     | ブリット             |            |
| 2013 | タイム・ウォーリアー Time Warrior                            | ステファニー         |            |
| 2015 | サイバー・ストーカー Ratter                                  | エマ                 |            |
| 2015 | ピクセル Pixels                                              | レディー・リサ       |            |
| 2015 | エルヴィスとニクソン 〜写真に隠された真実〜 Elvis & Nixon    | マーガレット         |            |
| 2016 | Chronically Metropolitan                                     | ジェシー             |            |
| 2018 | ハースメル Her Smell                                         | ロキシー・ロッテン   |            |
| TBA  | A Visit from the Goon Squad                                  | アリス               | テレビ映画 |

### テレビ番組
| 年        | 邦題 原題                                              | 役名                 | 備考                                                                           |
| --------- | ------------------------------------------------------ | -------------------- | ------------------------------------------------------------------------------ |
| 2002      | Nikki                                                  | ダンサー             | 第2シーズン第18話 "Working Girl"                                               |
| 2002      | The District                                           | メリッサ・ハウエル   | 第3シーズン第3話 "Explicit Activities"                                         |
| 2002      | ザ・ホワイトハウス The West Wing                       | 少女                 | 第4シーズン第6話 「幸運のネクタイ」 "Game On"                                  |
| 2004      | ダナ&ルー リッテンハウス女性クリニック Strong Medicine | エイプリル           | 第5シーズン第4話 "Cape Cancer"                                                 |
| 2004-2007 | デイズ・オブ・アワ・ライブス Days of our Lives         | アビゲイル・デヴロー | 2004年11月12日- 2007年5月2日の放送に出演                                       |
| 2005      | 7th Heaven                                             | マーゴット           | 第9シーズン17話 "Tangled Web We Weaved" 19話 "Hungry"                          |
| 2005      | Zoey 101                                               | キャンディス         | 第1シーズン第8話 "Quinn's Date"                                                |
| 2006      | The O.C.                                               | ライリー             | 第4シーズン第6話 「サマーの災難」 "The Summer Bummer"                          |
| 2008      | CSI:マイアミ CSI: Miami                                | エイミー・ベック     | 第7シーズン第5話 「危険なドレス」 "Bombshell"                                  |
| 2008      | スーパーナチュラル Supernatural                        | トレーシー・デイビス | 第4シーズン第7話 「ハロウィンの惨劇」 "It's the Great Pumpkin, Sam Winchester" |
| 2009-2010 | Eastwick                                               | ミア・トアコレッティ | メインキャスト                                                                 |
| 2010-2017 | プリティ・リトル・ライアーズ Pretty Little Liars       | ハンナ・マリン       | メインキャスト                                                                 |
| 2011      | When I Was 17                                          | 本人                 | エピソード: 「ブリタニー・スノウ、アシュレイ・ベンソン、ララ・アンソニー」     |
| 2012      | パンクト Punk'd                                        | 本人                 | 第9シーズン第9話 「ヘザー・モリス」                                            |
| 2013      | ママと恋に落ちるまで How I Met Your Mother             | カーリー・ウィテカー | 第8シーズン第14話 "Ring Up!"                                                   |
| 2013-2014 | Ravenswood                                             | ハンナ・マリン       | 第1シーズン第5話 "Scared to Death" 第10話 "My Haunted Heart"                   |
| 2014      | ファミリー・ガイ Family Guy                            | ダコタ               | 声の出演、第12シーズン第11話 "Brian's a Bad Father"                            |
| 2015      | Barely Famous                                          | 本人                 | 第1シーズン第6話 "Bananas Foster"                                              |

## 受賞歴
| 年   | 賞                                 | カテゴリ | ノミネート対象               | 結果       | 参照   |
| ---- | ---------------------------------- | --- | ---------------------------- | ---------- | ------ |
| 2011 | ヤング・ハリウッド・アワード       | キャスト・トゥ・ウォッチ賞 (トローヤン・ベリサリオ、ルーシー・ヘイル、シェイ・ミッチェルと共同受賞)             | プリティ・リトル・ライアーズ | 受賞       | [ 10 ] |
| 2013 | 女性映画ジャーナリスト同盟アワード | 新しいエージョントを最も必要としている女優 (レイチェル・コリン、セレーナ・ゴメス、ヴァネッサ・ハジェンズと共同) | スプリング・ブレイカーズ     | ノミネート | [ 11 ] |
| 2013 | カプリチョ・アワード               | ベスト・メイク・アウト (ジェームズ・フランコ、ヴァネッサ・ハジェンズと共同)                                     | スプリング・ブレイカーズ     | ノミネート |        |
| 2013 | カプリチョ・アワード               | 最優秀国際的女優                                                                                                | プリティ・リトル・ライアーズ | ノミネート |        |
| 2014 | MTVムービー・アワード              | ベスト・キス (ジェームズ・フランコ、ヴァネッサ・ハジェンズと共同)                                               | スプリング・ブレイカーズ     | ノミネート | [ 12 ] |
| 2014 | ティーン・チョイス・アワード       | 夏のテレビスター - 女性                                                                                         | プリティ・リトル・ライアーズ | 受賞       | [ 13 ] |
| 2014 | ティーン・チョイス・アワード       | キャンディーズの選んだスタイルアイコン                                                                          | 本人                         | ノミネート | [ 13 ] |
| 2015 | ピープルズ・チョイス・アワード     | 好きなケーブルテレビ女優                                                                                        | プリティ・リトル・ライアーズ | ノミネート | [ 14 ] |
| 2015 | ティーン・チョイス・アワード       | 夏のテレビスター: 女性                                                                                          | プリティ・リトル・ライアーズ | 受賞       | [ 15 ] |